# Hete
Hete é, segundo Gênesis 10:15, o segundo filho de Canaã, que é filho de Cam, filho de Noé. Hete é antepassado dos Hititas, segunda das doze nações cananitas que descenderam dos seus filhos, que habitaram perto de Hebrom (Gênesis 23:3 e 7).
Em Gênesis 10:15-16, Hete é colocado entre Sidon e os jebuseus, amoritas, girgaseus, heveus, arqueus, sineus, arvadeus, zemarreus, hamateus e outros povos cananeus, mostrando sua descendência através de seus filhos, chamados de "Os filhos de Hete" (Gênesis 23:3, 5, 7, 10, 16, 18, 20)..
Hete significa, provavelmente, "terror", "medo".